# Les Nans
Les Nans é uma comuna francesa na região administrativa de Borgonha-Franco-Condado, no departamento de Jura. Estende-se por uma área de 8,05 km². Em 2010 a comuna tinha 97 habitantes (densidade: 12 hab./km²).